# Jan Dobrzański (profesor)
Jan de Dobra Dobrzański herbu Sas (ur. ok. 1780, zm. 2 sierpnia 1836 we Lwowie) – polski pedagog, profesor, w latach 1834–1835 rektor Uniwersytetu Lwowskiego, adwokat krajowy. 
W 1805 obronił doktorat. W 1820 został dziekanem Wydziału Prawa.